# Christof Breitsameter

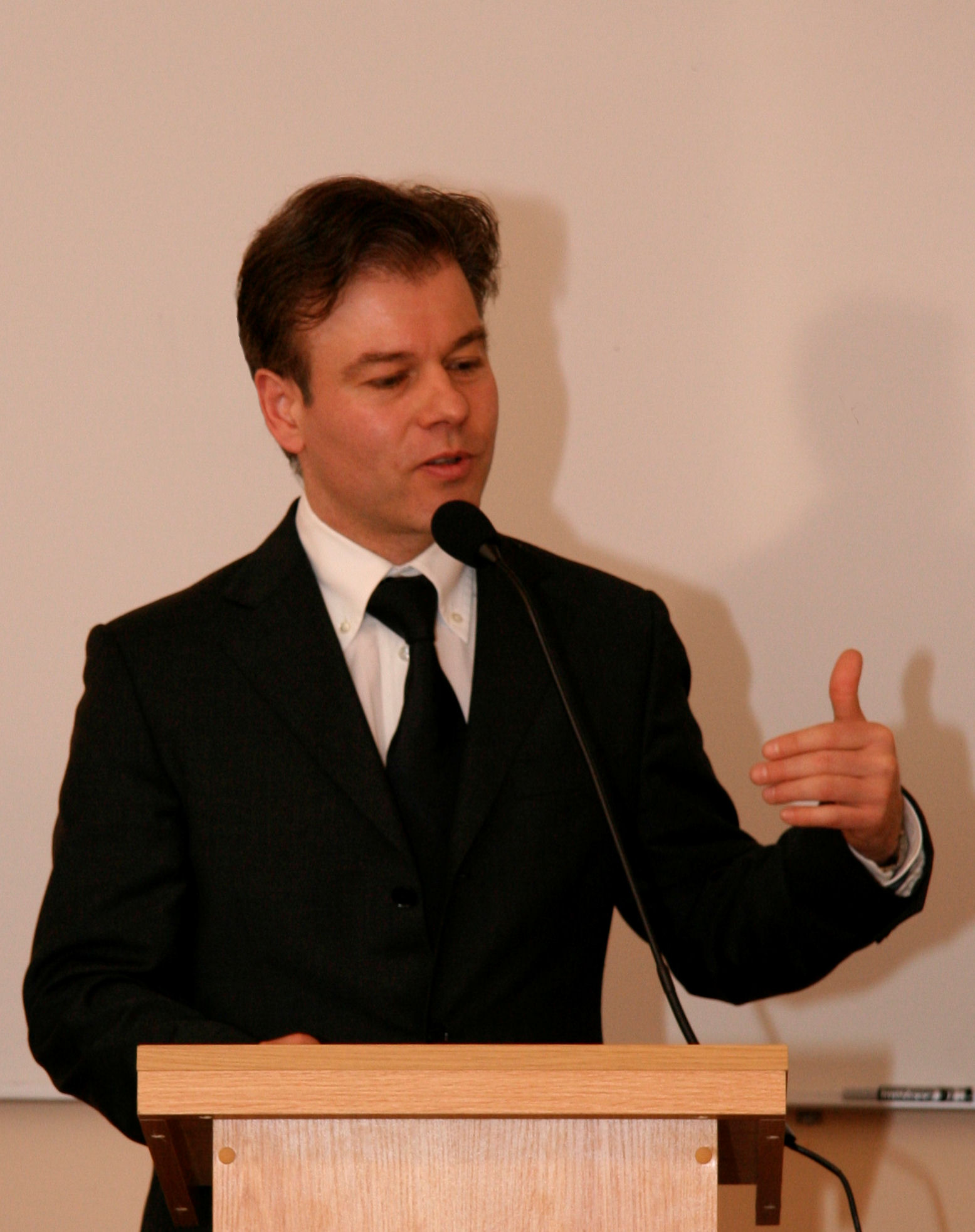
Christof Breitsameter

Christof Breitsameter (* 6. Juli 1967 in Bobingen) ist ein deutscher katholischer Theologe und Hochschullehrer. Er war von 2008 bis 2013 Professor für Moraltheologie an der Ruhr-Universität Bochum und folgte 2013 dem Ruf an die Universität Münster. Seit 2014 ist er Professor für Moraltheologie an der Katholisch-Theologischen Fakultät der Ludwig-Maximilians-Universität München.

## Leben
Als Stipendiat der Studienstiftung des deutschen Volkes studierte Breitsameter Philosophie und Theologie in München (Hochschule für Philosophie München und Ludwig-Maximilians-Universität München) und Fribourg. Er wurde 1994 zum Priester des Erzbistums München und Freising geweiht. 1998 setzte er seine Studien bei Johannes Gründel in München fort und wurde 2001 mit einer Arbeit zu Identität und Moral in der modernen Gesellschaft promoviert. Breitsameter habilitierte sich 2006 mit der Schrift „Individualisierte Perfektion. Vom Wert der Werte“. 2008 übernahm er den Lehrstuhl für Moraltheologie an der Ruhr-Universität Bochum, bis er 2013 die Nachfolge von Antonio Autiero an der Westfälischen Wilhelms-Universität Münster antrat. Als Nachfolger von Konrad Hilpert übernahm er 2014 den Lehrstuhl für Moraltheologie an der Katholisch-Theologischen Fakultät der Ludwig-Maximilians-Universität München. Seit 2012 ist er zudem Vorsitzender der Arbeitsgemeinschaft Deutscher Moraltheologen.

## Schriften
- Trust Love - A Farewell to Catholic Sexual Morality, Berlin 2025.
- Liebe, und tu was du willst! Thesen zur kirchlichen Sexualmoral, Würzburg 2024.
- Schuld und Vergebung – Eine theologische Neukonturierung, Freiburg i. Br. 2022.[2]
- Vom Vorrang der Liebe – Zeitenwende für die katholische Sexualmoral, Freiburg i. Br. 2020 (zusammen mit Stephan Goertz).
- Das Gebot der Liebe – Kontur und Provokation, Basel 2019.
- Bibel und Moral – ethische und exegetische Zugänge (Jahrbuch für Moraltheologie Bd. 2), Freiburg i. Br. 2018 (hg. zusammen mit Stephan Goertz).
- Liebe – Formen und Normen, Freiburg i. Br. 2017.
- Liebe – Formen und Normen, Darmstadt 2017 (Lizenzausgabe der Wissenschaftliche Buchgesellschaft).
- Kirche und Staat – Geschichte und Gegenwart eines spannungsreichen Verhältnisses, Münster 2015 (hg. zusammen mit Josef Rist).
- Theologie und Naturwissenschaften, Berlin 2014 (hg. zusammen mit Christian Tapp).
- Nur Zehn Worte. Moral und Gesellschaft des Dekalogs., Fribourg 2012.
- Notfallseelsorge. Ein Handbuch, Münster 2012.
- Wort Gottes. Die Offenbarungsreligionen und ihr Schriftverständnis (Theologie im Kontakt 20), Münster 2012 (hg. zusammen mit Josef Rist).
- Hoffnung auf Vollendung. Christliche Eschatologie im Kontext der Weltreligionen (Theologie im Kontakt 19), Münster 2012.
- Autonomie und Stellvertretung in der Medizin. Entscheidungsfindung bei nichteinwilligungsfähigen Patienten, Stuttgart 2011.
- Individualisierte Perfektion. Vom Wert der Werte, Paderborn 2009.
- Identität und Moral in der modernen Gesellschaft. Theologische Ethik und Sozialwissenschaften im interdisziplinären Gespräch, Paderborn 2003.